# Campylolejeunea inflectens
Campylolejeunea inflectens là một loài Rêu trong họ Lejeuneaceae. Loài này được (Mitt.) Mizut. mô tả khoa học đầu tiên năm 1963.